# Jean et Pierre Chaffanjon

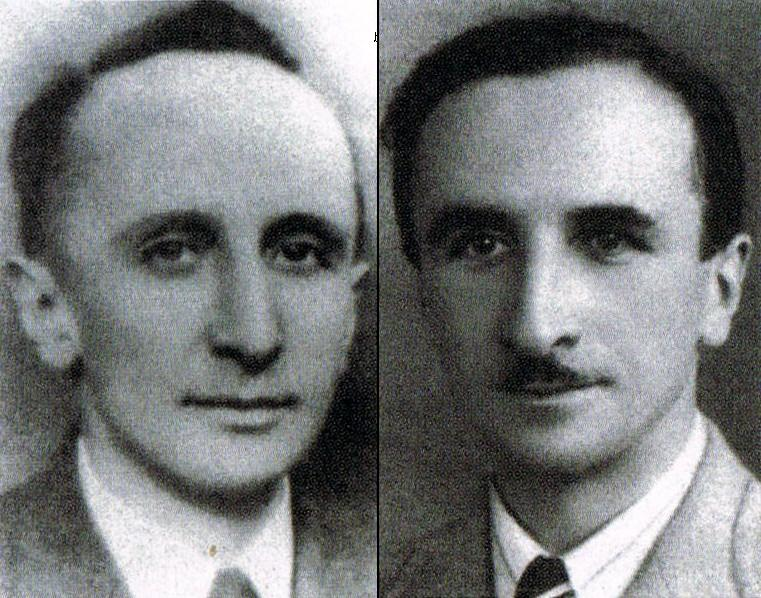
Jean et Pierre Chaffanjon.

Jean Chaffanjon, né le 3 janvier 1900 à Besançon et mort au  camp de Mauthausen le 13 avril 1945, et Pierre Chaffanjon, né le 28 septembre 1901 à Besançon et mort à Melk (Autriche annexée) le 17 décembre 1944, sont deux résistants français.

## Biographie
Jean Marie Ernest et Pierre Marie Charles Chaffanjon sont deux frères qui tenaient la librairie créée par leur père au numéro 74 de la Grande rue à Besançon (Doubs). Ancienne librairie Rambaud, ce commerce fut racheté par Eugène Chaffanjon en 1920 et s'est peu à peu imposé comme la plus importante librairie de la ville. En 1936, Eugène Chaffanjon décide de remettre le commerce à ses deux fils, Jean et Pierre.
Jean Chaffanjon habitait avec sa femme et ses trois enfants au deuxième étage du 74 Grande rue et son frère Pierre dans une villa cossue de Bregille avec son épouse et ses quatre enfants. En 1939, les deux frères décident d'entrer dans l'Organisation de résistance de l'armée, groupe dont le chef régional est le colonel Jean Maurin. La librairie devient un lieu d'échange de courrier, notamment pour le général, ainsi qu'un lieu d'impression et de diffusion de documents pour la résistance franc-comtoise.
Le vendredi 11 février 1944 à 10 heures, Jean Chaffanjon, alors au bureau de la librairie, voit débarquer des policiers allemands qui se mettent à fouiller le commerce. Après être montés dans l'appartement de Pierre Chaffanjon situé au-dessus de la librairie, les policiers arrêtent les deux frères et les emmènent à la prison de la Butte où ils sont incarcérés du 11 février 1944 au 20 juin 1944. Ils envoient parfois des lettres à leurs familles mais ne peuvent communiquer entre eux. Après avoir été prisonniers à Fresnes puis à Compiègne, ils sont déportés en Allemagne.
Le 17 juillet 1944, les deux frères arrivent au camp de Struthof en Alsace avec d'autres Franc-Comtois. En raison de l'avancée des alliés, le groupe de franc-comtois et les deux frères sont déplacés le 3 septembre 1944 à Dachau en Bavière. Les deux frères sont envoyés à Mauthausen puis à Melk où Pierre Chaffanjon décède le 17 décembre 1944, affaibli par la dysenterie. Son frère Jean meurt le 13 avril 1945 pendant son transport vers le camp de Mauthausen.
Le 4 novembre 1945, une plaque commémorative pour les deux frères et pour les autres Bisontins disparus durant la Seconde Guerre mondiale est inaugurée 74 Grande rue. La France a attribué le 15 juin 1946 aux deux frères la médaille de la Résistance à titre militaire et le 21 juillet 1949 la Légion d'honneur à titre posthume.

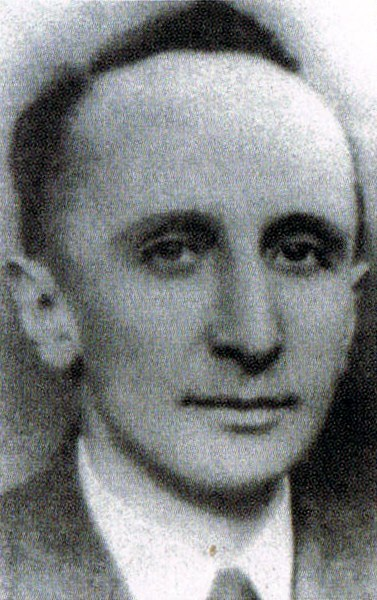
Jean Chaffanjon.
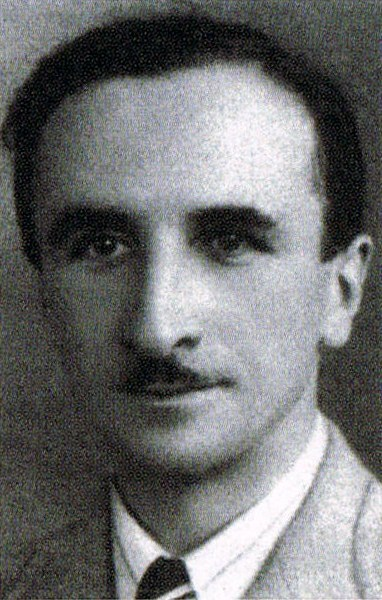
Pierre Chaffanjon.